# King's Bounty 2
King’s Bounty 2  — фентезійна покрокова стратегія, написана харків'янином Сергієм Прокофьєвим за мотивами відомої гри King's bounty, яку 1990 року випустила компанія New World Computing

## Історія
Автор працював над грою під назвою «Герої Мальгримії», а його проєкт так і залишився недоробленим. Вийшла лише неповна версія гри, що скоріше можна розцінити як недороблений варіант, ніж демо. Найбільш відомою гра «King's Bounty-2» стала в Росії, схоже, що це через російську мову, що була інтегрована у «King's Bounty-2» як єдина мова інтерфейсу. 

## Відмінності від оригіналу

King's Bounty 2, головний екран гри

Як головні відмінності слід зазначити:
- Випадкове генерування карти при старті гри.
- Гра виконана у більшому розширенні, але майже позбавлена анімацій.
- Присутні елементи слов'янського фольклору — окрім ельфів та драконів у грі присутні рос. Лешие и рос. Витязи.
- Відсутній вибір класу персонажа (в оригінальній грі були Лицар, Паладин, Варвар та Чаклунка).
- Можливо отримати додатковий заробіток торгуючи з містами різними товарами.

## Цікаві факти
Через використання автором стандартної процедури затримки delay() модуля CRT мови Pascal з малим значенням затримки, гра не запускається на сучасних швидких процесорах. Щоб запустити її, потрібно або виправити значення затримки у двійковому коді гри вручну, або скористатися утилітою CRTFix. Також можна спробувати запустити її під емулятором на кшталт DosBox.